# Aquapark.io
Aquapark.ioとは、ウォータースライダーをサーキットコースに見立てたレーシングゲーム。

## 概要
ウォータースライダーをサーキットコースに見立てたレーシングゲーム。敵プレイヤーはオンラインで繋がっているように見えるが、オフラインでもプレイできてしまうため、オンライン、オフラインに関係なくCPUと対戦していると考えられる。

## 特徴
『Aquapark.io』はライバルと熾烈なチェイスを繰り広げ、体をぶつけ合いながら、最後尾から追い上げて1位を目指していくゲームである。基本的には自動でウォータースライダーを下っていくので、左右の操作だけを行う。ぶつかると減速する障害物や、加速パネルなどもある。また、ショートカットもできるが、コースに乗れずに落下してしまった場合、リタイアとなってしまう。しかし、広告を視聴することによって復活することができる。ただし、正しくコースを走らずとも、プールに飛び込めさえすればどこからでもゴール可能である。

## ダウンロード数
Google Play Storeの総ダウンロード数は1億回を超えている（2021年3月現在）。